# Zirka Tessera
La Zirka Tessera è una formazione geologica della superficie di Venere.
Prende il nome da Zirka, dea bielorussa della felicità.